# Panulirus laevicauda
Panulirus laevicauda är en kräftdjursart som först beskrevs av Pierre André Latreille 1817.  Panulirus laevicauda ingår i släktet Panulirus och familjen Palinuridae. IUCN kategoriserar arten globalt som otillräckligt studerad. Inga underarter finns listade i Catalogue of Life.